# 丸尾誠
丸尾 誠（まるお まこと、1968年 - ）は、日本の言語学者、名古屋大学大学院人文学研究科教授、日本中国語学会副会長。専門は現代中国語文法。宮崎県出身。

## 経歴
1993年、東京外国語大学外国語学部中国語学科を卒業、1995年 東京外国語大学大学院地域文化研究科（博士前期課程）アジア第一専攻を修了した。同年より1997年まで2年間、中国の遼寧大学に留学した。2003年名古屋大学大学院国際言語文化研究科助教授。2007年同准教授。2015年同教授。2017年名古屋大学大学院人文学研究科教授、日中対照言語学会庶務理事。2020年中国語教育学会会長。2022年日本中国語学会副会長。
2011年10月から2012年3月まで、NHKラジオでまいにち中国語の講師を務めた。

### 著書
- 『現代中国語の空間移動表現に関する研究』（2005年、白帝社）ISBN 978-4891747589
- 『体系的に学ぼう初級中国語』（2006年、金星堂）ISBN 978-4764706620
- 『基礎から発展まで よくわかる中国語文法』イラスト:下田麻美（2010年、アスク出版）ISBN 978-4872177541
- 『はじめてみよう中国語の世界』共著：丸尾誠、楊暁文（2011年、金星堂）ISBN 978-4764706835